# Xenolytus striatus
Xenolytus striatus là một loài tò vò trong họ Ichneumonidae.